# Шозизм
Шозизм (фр. chosisme, від «chose» — «річ, предмет») — одне з позначень літературного руху у Франції 1950—1960 років, пов'язаного зі школою «нового роману». Шозизм передбачає опис (як завгодно докладний) предметів самих по собі, поза зв'язками між ними і, насамперед, поза культурно-символічними напластуваннями сенсу, що «наросли» на них. Найхарактернішим представником шозизму вважають Алена Роба-Ґріє. У зв'язку зі шозизмом згадують також імена Мішеля Бютора, Жоржа Перека, Стефана Малларме та інших.